# Bloch MB 155
Il Bloch MB 155 fu un aereo da caccia monomotore ad ala bassa sviluppato dall'azienda francese Société des avions Marcel Bloch di Courbevoie, e realizzato in piccola serie dalla Société nationale des constructions aéronautiques du sud-ouest (SNCASO), nei primi anni quaranta del XX secolo.

## Storia del progetto
A partire dalla fine del 1939 la SNCASO di Courbevoie, iniziò lo sviluppo di un nuovo aereo da caccia, utilizzando come base il precedente modello MB 152 allora in piena fase di produzione presso le officine SNCASO di Châteauroux-Déols.
Il team di progettisti, diretto dall'ingegnere G. Fandeux, con la collaborazione di G. Bierry, lavorò alacremente, e il primo prototipo, realizzato modificando un MB 152 di serie (n.449), volò per la prima volta il 3 dicembre 1939 nelle mani del capo collaudatore Maurice Bellecroix, incorporando tutte le modifiche previste per il nuovo modello.
L’MB 155-01 era dotato di fusoliera ridisegnata per contenere una maggiore capacità di carburante interna, corda alare aumentata, deriva del timone ingrandita di 0,3 m, cabina di pilotaggio arretrata di 0.5 m, migliore cofanatura del motore. Il parabrezza era in vetro Triplex spesso 40 mm, non corazzato e leggermente arrotondato, motore radiale Gnome-Rhône 14N-49 da 1 180 CV (808 kW) azionanti un'elica tripala metallica Chauviere 371. Il propulsore garantiva prestazioni paragonabili a quelle del contemporaneo Dewoitine D.520. L'armamento prevedeva l'adozione della prima versione dei cannoni Hispano-Suiza HS.404 da 20 mm alimentati a nastro, che garantivano un incremento notevolissimo della potenza di fuoco e dell'affidabilità.  I componenti di ogni tipo erano stati migliorati, incluso il mirino a riflessione, ma la maneggevolezza invece non usufruì di nessun incremento, rimanendo sempre il "tallone di Achille" dei progetti Marcel Bloch. Durante le prove il nuovo velivolo risultò 40 km/h più veloce del contemporaneo Bloch MB 152 dotato di propulsore Gnome-Rhône 14N-25.

## Descrizione tecnica
Aereo da caccia monoplano ad ala bassa a sbalzo, dotato di impennaggio di coda di tipo tradizionale controventato, di costruzione interamente metallica in lega leggera. Il carrello d'atterraggio era triciclo posteriore retrattile, con ruotino di coda fisso. Monoposto ad abitacolo chiuso e riscaldato.
Monomotore, dotato di propulsore radiale Gnome-Rhône 14N-49 a 14 cilindri, raffreddati ad aria erogante la potenza di 1 100 CV (808 kW) azionante un'elica tripala metallica Chauviere 371.
L'armamento si basava su due cannoni Hispano-Suiza HS.404 da 20 mm, alimentati a nastro, con 60 colpi per arma e 2 mitragliatrici MAC 1934 da 7,5 mm con 300 colpi per arma.

## Impiego operativo
Dopo i primi, positivi, collaudi effettuati presso il Centre d'Essai du Matériel Aérien di Villacoublay all'inizio del 1940, il prototipo ritornò in fabbrica dove ricevette una nuova elica tripala Bloch e modifiche ai montanti delle pinne stabilizzatrici orizzontali. Al termine dei collaudi l'aereo venne messo in produzione con la designazione, definitiva, di MB 155C1 di cui furono immediatamente ordinati 403 esemplari. La versione di serie disponeva di ulteriore blindatura indispensabile nei combattimenti. Il primo esemplare uscito dalle catene di montaggio (No.701) venne collaudato a Déols il 3 aprile 1940. Quando nel maggio 1940 la produzione di serie dell'MB.155C1 era all'inizio, il giorno 10 la Wehrmacht lanciò l'offensiva ad ovest travolgendo le difese della Francia in poche settimane. Entro la metà di giugno ne risultavano prodotti altri due esemplari completi, saliti a sette il 25 giugno e le consegne previste dovevano iniziare al GC 1/I di Agen. Parte degli MB.155 completi si trasferirono nel sud della Francia prima della proclamazione dell'armistizio, avvenuta il 25 giugno. Due rimasero distrutti durante un bombardamento effettuato sulla fabbrica SNCASO il 18 giugno 1940.
Con la ritirata delle truppe tedesche oltre la linea di demarcazione, la fabbrica SNCASO si venne a trovare nella zona non occupata. I venti esemplari di pre-serie, in costruzione presso lo stabilimento di Châteauroux-Déols furono completati, su autorizzazione della autorità tedesche, e consegnati all'Armée de l'air de l'armistice della Francia di Vichy. I velivoli prodotti furono distribuiti tra la 1ª Escadrille del Groupe de Chasse I/8 basato a Montpellier, e la 4ª Escadrille del GC II/8 basato a Marignane. Nel 1942 le autorità di Vichy decisero di standardizzare la linea operativa sui caccia Dewoitine D.520, che andarono a sostituire tutti gli esemplari MB 151, MB 152 ed MB 155 in servizio. In seguito gli MB 151 e MB 152 vennero ceduti alla Romania, mentre gli MB 155 rimasero in riserva.

### L’impiego in Germania
Il 27 novembre scattò l'operazione Anton, cioè l'invasione della Francia di Vichy, avente lo scopo principale di catturare la squadra navale francese ancorata a Tolone. Gli MB.155 furono catturati ed incorporati dalla Luftwaffe come velivoli da addestramento.. Risultavano regolarmente in servizio nel 1943-1944, ma il loro destino finale è sconosciuto.

## Utilizzatori
Francia
- Armée de l'air

 Francia di Vichy
- Armée de l'air de l'armistice

 Germania
- Luftwaffe

### Annotazioni
1. ↑  I serbatoi dell'aereo erano ingranditi (da 427 a 720 litri) per consentire una migliore autonomia nonostante l'aumentato consumo del nuovo propulsore.
2. ↑  Senza le caratteristiche bugne dei cilindri.

### Fonti
1. ↑  Marchand, Takamori 2000, p. 26.
2. 1 2 3 4 5 6 7 8 9 10 11  Green 1974, p. 21.
3. 1 2 3 4 5 6  Marchand, Takamori 2000, p. 9.
4. 1 2 3 4 5 6 7 8 9  Уголок неба.
5. 1 2  Marchand, Takamori 2000, p. 15.

### Periodici
- (FR) Patrick Marchand e Junko Takamori, Bloch, 150, 151, 152, 155, 157 & 700C1, in Les Ailes de Gloire, n. 3, Le Muy, Editeur D'Along, 2000, ISBN 2-914403-10-0.